# Before, Now & Then
Before, Now & Then (Nana) è un film drammatico del 2022 diretto e scritto da Kamila Andini. 
Basato sul primo capitolo del romanzo Jais Darga Namaku di Ahda Imran, racconta la storia vera di Raden Nana Sunani, donna giavanese, a cavallo tra gli anni '40 e '60 nella provincia di Giava occidentale. 
Il film si è aggiudicato l'Orso d'argento per la miglior interpretazione da non protagonista a Laura Basuki al Festival di Berlino 2022, nonché i premi come Miglior film, fotografia, montaggio, colonna sonora e scenografia all'Indonesian Film Festival dello stesso anno. Salma e Basuki sono state inoltre candidate all'Asian Film Awards del 2023.

## Trama
Dopo aver perso la famiglia nel secondo conflitto mondiale, Nana cerca rifugio in un secondo matrimonio per poi fare amicizia con Ino, amante del marito.